# Kern Liebers
Kern Liebers GmbH & Co. KG (Eigenschreibweise KERN LIEBERS) mit Sitz in Schramberg ist eine internationale Unternehmensgruppe der Metallverarbeitung.

## Geschichte
Hugo Kern startete 1888 mit der Produktion von Zugfedern für die Uhrenindustrie im Schwarzwald. 1920 übernahm sein Sohn, Hugo Ernst Kern, das Unternehmen und benannte es in Hugo Kern KG um. 1936 trat Kurt Steim, der Enkel von Hugo Kern, als Geschäftsführer in die Fußstapfen seines Großvaters.
1946 begann die Produktion von Platinen, die aus Stanzteilen für den Textilmaschinenbau und die Textilindustrie bestanden. Ab Mitte der 1960er Jahre wurden Rückholfedern für automatische Sicherheitsgurte in Autos hergestellt.
1971 fusionierte die Hugo Kern KG mit der Platinenfabrik Liebers & Co. aus Ingolstadt zur Hugo Kern und Liebers GmbH & Co., bekannt als Kern-Liebers. Ein Jahr später zog das Unternehmen nach Schramberg-Sulgen um. Ab 1973 wurden Drahtfedern produziert.
1975 eröffnete Kern-Liebers seine erste ausländische Produktionsstätte in Toledo, Ohio. 2002 erwarb das Unternehmen eine Mehrheitsbeteiligung an der Kurt Meder GmbH in Villingen-Schwenningen.
2004 folgte die Übernahme der Bohnert GmbH in Hardt, was zu einer Mehrheitsbeteiligung an der Thüringer Präzisionsfederfabrik GmbH in Ruhla führte. Im selben Jahr wurden die Gebrüder Schmidt GmbH in Wuppertal sowie die Saxonia International BV mit der Saxonia Umformtechnik GmbH in Göppingen, der Paul Leistner GmbH in Schwabach und weiteren Werken in Tschechien, Malaysia, China, Hongkong und den USA übernommen.
2005 kaufte Kern-Liebers die Schweizer GmbH & Co. KG Federtechnik in Reutlingen. Seit 2016 gehört auch die psm protech GmbH, ein Unternehmen für Kunststoffmetallverbundbauteile, zur Kern-Liebers-Gruppe.
Im Februar 2025 erfolgte im Zuge eines umfassenden Rebrandings, einschließlich neuem Logo und angepasster Markenidentität, die Umfirmierung der Hugo Kern und Liebers GmbH & Co. KG in Kern Liebers GmbH & Co. KG; parallel dazu werden die Tochtergesellschaften sukzessive umbenannt.

## Unternehmen
Als Zulieferer für Systemhersteller der Automobil-, Textil- und Konsumgüterindustrie entwickelt und fertigt Kern Liebers weltweit in vier Geschäftsfeldern an 50 Standorten Produkte aus Flachstahl und Draht für die Photovoltaik.
Zu den Produktbereichen gehören Bandfedern (Triebfedern, Rollfedern, Spiralfedern, Doppelrollbandfedern, Hülsenfedern und Teleskopfedern); Drahtfedern (Druck-, Schenkel-, Zugfedern, Mikrofedern, Drahtbiegeteile und Spezialdrähte), Stanztechnik (Feinschneidteile, Stanzteile, Mikrostanzteile, Stanzbiegeteile, Kunststoffverbundteile, Baugruppen) und Komponenten für Textilmaschinen (Komponenten für Stricksysteme
Komponenten für Wirksysteme, benadelte Komponenten und Kämmereiprodukte).
Zur Unternehmensgruppe Kern Liebers gehören die Unternehmen:
- Kern Liebers GmbH & Co. KG (Schramberg), ehemals Hugo Kern und Liebers GmbH & Co. KG
- Kern Liebers Wuppertal GmbH (Wuppertal), ehemals Gebr. Schmidt Federnspezialfabrik GmbH
- Kern Liebers Hardt GmbH (Hardt), ehemals Bohnert GmbH
- Carl Haas GmbH (Schramberg)
- Kern Liebers Schwabmünchen GmbH (Schwabmünchen), ehemals J.N. Eberle Federnfabrik GmbH
- Bruker-Spaleck GmbH (Bocholt)
- Schweizer GmbH & Co. KG (Reutlingen)
- Thüringer Präzisionsfedern GmbH (Ruhla)
- Kern Liebers Rieden GmbH (Rieden am Forggensee), ehemals Eberle Rieden GmbH
- Kern Liebers Göppingen GmbH (Göppingen), ehemals Saxonia Umformtechnik GmbH
- Kern Liebers Villingen-Schwenningen GmbH (Villingen-Schwenningen), ehemals Kurt Meder GmbH
- Sächsische Nadel- und Platinenfabriken GmbH (NAPLAFA, Chemnitz)
- Kern Liebers Schalksmühle GmbH (Schalksmühle), ehemals Schnöring GmbH
- Bayerische Nadelleistenfabrik Paul Leistner GmbH (Schwabach)

Das Unternehmen unterhält Forschungspartnerschaften mit deutschen Universitäten. Kern Liebers ist Mitglied des Arbeitskreises Feinschneiden (AKF) am Werkzeugmaschinenlabor WZL der RWTH Aachen, ein Zusammenschluss von Experten auf dem Gebiet der Feinschneidtechnologie sowie Unternehmen aus den Bereichen Werkzeugtechnik, Schmierstofftechnik, Werkstofftechnik und Anlagentechnik.
Im Stammwerk in Schramberg sind 1.400 Mitarbeiter beschäftigt.